# Кахоль Лаван Хосен ле-Исраэль
Кахо́ль Лава́н Хо́сен ле-Исраэ́ль (ивр. כחול לבן חוסן לישראל‎ «Синий и Белый — Защита Израиля») (до 2023 года — «Хосен ле-Исраэль») — политическая партия в Израиле, основанная в декабре 2018 года Бени Ганцем, бывшим начальником Генерального штаба Армии обороны Израиля. Партия будет баллотироваться на выборах в Кнессет в 2019 году.
21 февраля 2019 года партия объявила о слиянии с Еш Атид, с целью сформировать центристский альянс для предстоящих выборов. Объединённый блок называется Синий и Белый .

## История
16 февраля 2015 года Ганц завершил службу в должности начальника Генерального штаба и вступил в трехлетний период юридического моратория, в течение которого он не мог баллотироваться в Кнессет . Впоследствии, в сентябре 2018 года, стало известно, что Ганц планирует заняться политикой.
26 декабря 2018 года 20-й Кнессет проголосовал за роспуск парламента и проведение досрочных выборов. Днем позже, 27 декабря, после того как 109 человек подписали список учредителей, партия была официально зарегистрирована под именем Хосен ле-Исраэль.
28 августа 2023 года партия изменила своё наименование на «Кахоль Лаван Хосен ле-Исраэль».

## Цели партии

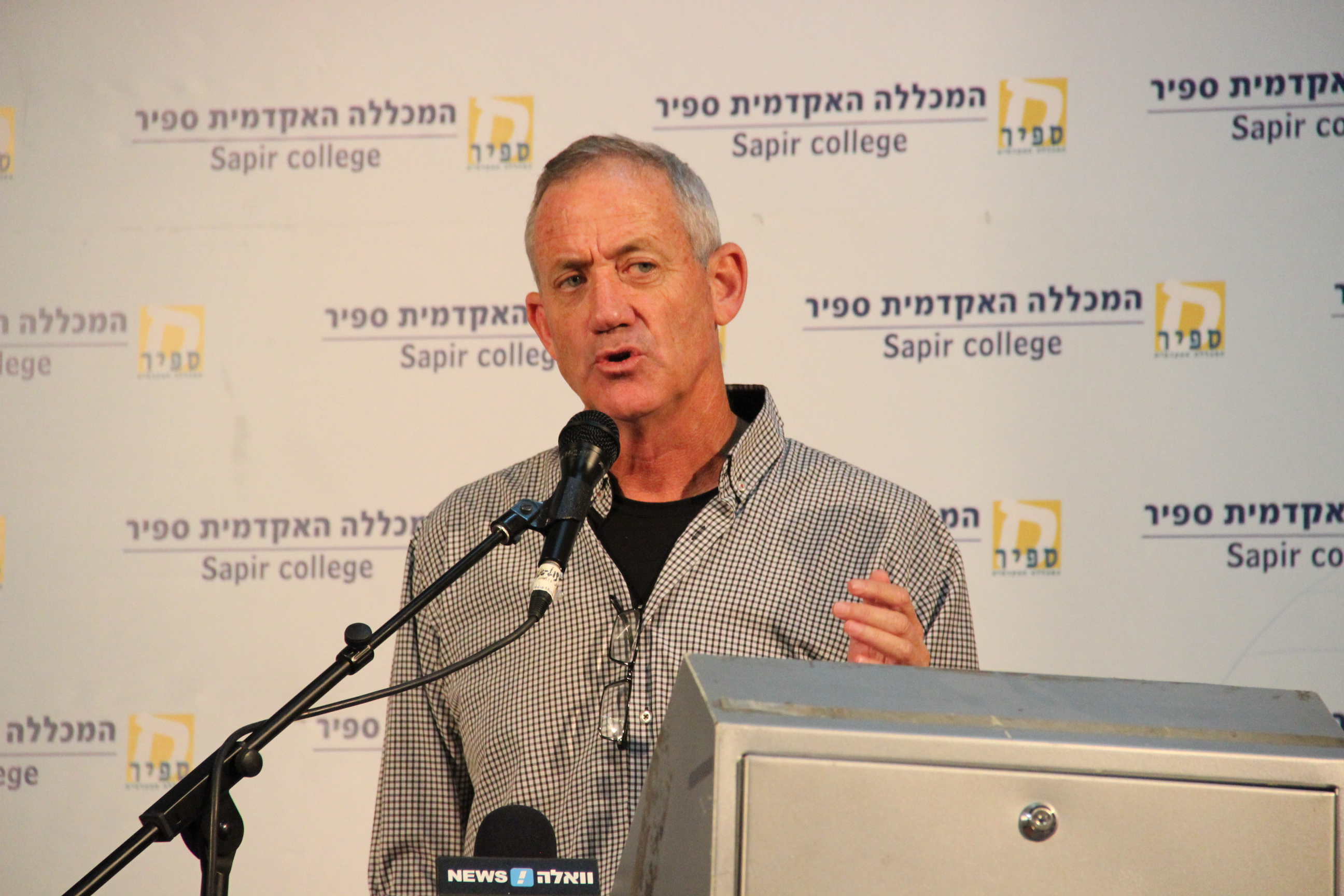
Бени Ганц на Сдеротской конференции для общества, Сапирский академический колледж, 2015

Согласно официальному регистрационному документу, переданному Секретарю Сторон 27 декабря 2018 года, целью партии являются: 
 Продолжая создавать и укреплять Государство Израиль как еврейское и демократическое государство в свете сионистского видения, выраженного в Декларации независимости, при определении и изменении национальных приоритетов по следующим темам: образование, развитие национальной инфраструктуры, сельское хозяйство, право и внутренняя безопасность, политика благосостояния, мир и безопасность. 
 В своей первой предвыборной речи 29 января 2019 года лидер партии Ганц описал Израиль как «ведущую высокотехнологичную страну с самозанятым правительством с низкими технологиями». Он пообещал предоставить стимулы предпринимателям и студентам-медикам, «наложить жесткие санкции на тех, кто спекулятивно повышает цены на землю и жилье», а также построить и расширить больницы. Кроме того, он заявил, что создаст новые рабочие места в сельскохозяйственном секторе.
Ганц также сосредоточился на обеспечении равных прав и возможностей для всех граждан и борьбе с насилием в отношении женщин. Он пообещал «углубить мои партнерские отношения с ультраортодоксами, арабами и друзами» в создании гражданской службы для всех, в дополнение к военной службе.
Что касается национальной безопасности, Ганц пообещал «укрепить блоки поселений и Голанские высоты, с которых мы никогда не отступим», также пообещав, что «Единый Иерусалим» навсегда останется столицей Израиля. Он сказал, что долина реки Иордан должна оставаться восточной границей безопасности страны, не позволяя палестинцам, живущим за барьером разделения, «поставить под угрозу нашу безопасность и нашу идентичность как еврейского государства». Он заявил, что будет стремиться к миру, упомянув договоры с Египтом и Иорданией, и похвалил премьер-министров Менахема Бегина, Ицхака Рабина и даже его нынешнего соперника Биньямина Нетаньяху, назвав их «патриотами». Ганц лично обратился к иранскому генералу Касему Сулеймани и лидеру Хезболлы Хасану Насралле, что он «не потерпит угрозы суверенитету Израиля», и предупредил лидера ХАМАСа Ахмеда Синвара: «Я предлагаю вам не испытывать меня снова».

## Политический спектр
По словам Ганца, он склоняется вправо, когда речь идет о вопросах безопасности, влево, когда речь идет о социально-экономических вопросах, и либерален в своих экономических целях.

## Кандидаты
Телем (партия бывшего начальника штаба ЦАХАЛа и министра обороны Моше Яалона) заключила союз с Партией устойчивости Израиля 29 января 2019 года.
7 февраля 2019 года партия и Телем объявили о семи кандидатах, которые получат высокие места на совместном списке: Цви Хаузер, Мики Хаймович, Йоаз Хендель, Хили Троппер, Мейрав Коэн, Майкл Битон и Орит Фаркаш-Хакохен. Михал Котлер-Вунш, адвокат и дочь бывшего министра юстиции Канады Ирвина Котлера, также, как сообщается, будет фигуритовать в списке.
16 февраля 2019 года партия Ганца объявила, что председатель лейбористской партии Гистадрут Ави Ниссенкорн будет в списке партии на предстоящих выборах.

## Критика
Три жертвы предполагаемого сексуального насилия подвергли критике партию за то, что она наняла Ронена Цура в качестве стратегического советника. Цур был медиа-стратегом, стоявшим за кампанией по блокировке экстрадиции Малки Лейфер, которой предъявлено 74 обвинения в сексуальном насилии в Мельбурне, Австралия.